# Бхаґавата-Пурана
Бгаґавата-Пурана (санскр. भागवतपुराण, Bhāgavata-Purāṇa IAST), також відома як Шрімад-Бга́ґаватам чи просто Бгаґаватам — одна з основних пуран, частина священних писань індуїзму. В ній містяться численні відомості з філософії, лінгвістики, метафізики, космології, астрології та інших наук. Вона відкриває панораму історичного розвитку Всесвіту, оповідає про шляхи самопізнання і звільнення (мокшу). У «Бгаґавата-Пурані» описуються історії різних аватар Бога в матеріальному світі, причому Крішна виступає як верховна іпостась Бога (сваям-бгаґаван). Особливе значення в цій Пурані надається бгакті-йозі (любовній відданості Богу) і, принаймні, протягом останнього тисячоліття вона була одним з основних священних текстів традиції крішнаїзму.
Відповідно до самої «Бгаґавата-Пурані», у ній викладена основна суть усіх Вед і вона є коментарем ведичного мудреця В'яси до «Веданта-сутри». В філософії індуїзму, поряд з Упанішадами і «Бгаґавад-Ґітою», «Бгаґавата-Пурана» є одним з трьох основних текстів теїстичної Веданти.
«Бгаґавата-Пурана» складається з 18 000 віршів, розділених на 332 розділи у складі 12 пісень (скандій). У першій пісні перераховуються основні аватари Вішну, а в наступних міститься докладний їх опис. В 10-й та 11-й пісні детально викладається історія появи Крішни, його ліли (діяння) у Вріндавані й настанови своїм відданим (такі як «Уддгава-Ґіта»). В останній, 12-й пісні, передбачені події цієї епохи Калі Юґи (згідно з індуїстським циклом часу) і прийдешні катаклізми на Землі.

## Значення
У вайшнавському, і особливо в Ґаудія-вайшнавському богослов'ї, «Бгаґавата-Пурана» вважається одним з основних священних писань - природним коментарем до «Веданта-сутри» й найважливішою з Пуран. У самій «Бхаґавата-Пурані» міститься наступний вірш, що стверджує значення тексту і його ставлення до Веданти:
|  | «Бхаґавата-Пурану» прийнято вважати основною суттю всієї ведичної літератури та філософії Веданти. Будь-кого, хто скуштує трансцендентну солодкість «Бхаґавата-Пурани», ніколи більше не притягне якась інша література. |

## Датування тексту
Серед вчених існують різні думки щодо датування тексту «Бгаґавата-Пурани». Релігійна традиція індуїзму відносить «Бгаґавата-пурану» до однієї з праць В'яси, написаних на самому початку епохи, яку в індуїзмі називають Калі-юґа, близько 3100 року до н. е.
Християнські дослідники часів колоніального панування Британської імперії над Індією стверджували, що «Бгаґавата-Пурана» була складена з різних джерел в XIV столітті н.е.  Дане датування було загальноприйнятим аж до середини XX ст., коли було виявлено згадку «Бгаґавата-Пурани» в книзі «Тахкік маліл Хінді» («Дослідження з Індії») перського вченого -енциклопедиста Аль-Біруні, який займався дослідженням Індії в Х столітті. Потім, вчені знайшли свідчення того, що текст вже існував у IX столітті- ця дата була прийнята до кінця XX ст., а як найімовірніша більшістю дослідників, які вважали однією з причин появи тексту розвиток традицій бгакті в індуїзмі. Деякі вчені не згодні з цим датуванням і знаходять докази того, що текст «Бгаґавата-Пурани» був відомий ще в V столітті і навіть раніше.
На підтвердження традиційного датування «Бгаґавата-Пурани», прийнятої в індуїзмі, індуїсти наводять той факт, що там згадується ведична річка Сарасваті, описується як велика річка (на санскриті маха-наді), яка повністю усохла близько 2000 року до н.е. Також в описі слона Айравати та його нащадків говориться, що вони мали чотири бивня. Ця порода слонів, можливо Гомфотерії, жили в епохи міоцену-пліоцену. Вони також згадуються в «Сундара-кханді» «Рамаяни».
З кінця ХХ ст. з'явився ряд досліджень, в яких здійснюється спроба довести давніший вік «Бгаґавата-Пурани».

## Зміст

### Вступ
«Бгаґавата-Пурана» являє собою переказ бесіди між царем Парікшітом і святим мудрецем Шукадевою Ґосвамі. Цар Парікшит (онук Арджуни), після того, як його прокляв брахман на смерть через сім днів, той вирішує прийняти прокляття і залишити свої царські обов'язки для того, щоб пізнати мету життя. Цар віддаляється на берег Ґанґи, де готується до смерті. Там до нього приходить святий мудрець Шукадева Ґосвамі, щоб передати цареві духовне знання в останні дні його життя. Їх бесіда безперервно триває сім днів, протягом яких цар не їсть, не п'є і не спить. Під час бесіди Шукадева Ґосвамі пояснює, що метою людського життя є усвідомлення Верховної Абсолютної Істини, яку він визначає як Верховного Бога-Особу, Крішну.

#### Пісня 1
Перша пісня являє собою вступ до Шрімад-Бхагават. У ній мудреці, які зібралися в лісі Наймішаранья, на чолі з Шаунака риши, слухають, як Сута Госвамі прославляє бхакті, чисту любов до Крішни і описує десять аватар Вішну. Сута розповідає історію життя Парікшіта, сина Абхіманью, починаючи з того випадку, коли Крішна захистив його в лоні його матері від брахмастра (особливий вид зброї), запущеної Ашваттхама. Те, як Парікшит проводив останні дні свого життя, є основною сюжетною лінією Бхагават - він був проклятий брахманом померти через сім днів. Парікшит відправляється на берег Ганги і постить до кінця життя, разом з ним там перебувають кілька мудреців, включаючи Шукадева Госвамі, сина Вьясадеви. Парікшит запитує Шуку про те, як йому приготуватися до смерті. Відповіддю Шуки є основна частина Бхагават-пурана.
Пісня 2
Шука розповідає Парікшіту, що, якщо людині судилося скоро померти, він повинен звільнитися від страху і залишити всі свої прихильності до задоволень, дому та сім'ї. Він повинен контролювати свої розум і дихання і концентруватися на священному звуці Ом. Також Шука пояснює як практикувати йогу і бхакті, різні види дхарани, природу Бхагавана і звільнення йога після смерті. Відповідаючи Парікшіта на його питання, Шука описує творіння і аватари Вішну, завершуючи описом десяти якостей Пурани.
Пісня 3
У 3 пісні - духовні вчення, засновані на історії про паломництво Видура по різним святим місцям. Поруч  Ямуни Видура зустрічає Уддхава, який розповідає йому про битву на Курукшетра і смерті Крішни. Потім він зустрічає святого Майтрею, який оповідає йому про створення світу, розподілах часу і багато іншого. Викладена також історія народження Хираньякашипу і Хіраньякші і смерть останнього в руках Варахи, аватари Вішну в образі вепра. Також однією з важливих історій в Третьою пісні є розповідь про Девахуті і її сина Капіл - Санкхья, вчення Капіли, допомогло досягти їй звільнення.
Пісня 4
У цій Пісні розповідається історія про Дакша і його жертвопринесенні, на якому він висміює Шиву перед Дакшаяні - своєю власною дочкою і дружиною Шиви, через що, вона піддала себе самоспаленню, завдяки чому стала відома як Саті. Також ведеться розповідь про аскезу Дхруви і відданості Вішну, разом з розповідями про царя Притху. В кінці Пісні четвертої розповідається про зречення і звільнення братів Прачетів.
Пісня 5
Історія синів Ману і їх дітей до Бхарат, опис пристрою всесвіту, сонце і траєкторії його руху, місяця, зірок і вищих планет всесвіту, семи планетних систем, розташованих нижче Землі, і двадцяти восьми пекельних планетних світів (нараки).
Пісня 6
У Шостий пісні розказана історія про Аджаміле, який досяг духовного світу завдяки тому, що на своєму смертному ложі повторив священні склади «На-ра-я-на», хоча просто хотів покликати свого сина. Також розказана історія про сина братів Прачетів і про перемогу Індри над Вишварупа. В кінці Шостий пісні викладено розповідь про народження Марута.
Пісня 7
Велика частина Сьомий пісні присвячена відомій історії про демона Хираньякашипу, його сина Прахлада, і смерті демона від Нарасімха, аватара Вішну. У даній пурані історія про Прахлада описана більш детально, ніж в Вішну-пурані. Вважається, що Прахлада - кращий з відданих Господа Вішну. У Сьомий пісні процес бхакті викладено Прахладою. Описана його бесіда зі святим, що не докладає зусиль для пошуку їжі і лежить під деревом в пилу і бруду. Також в цій пісні ведеться обговорення дхарми, системи варн і ашрамів.
Пісня 8
Тут наводиться опис шести минулих Манвантара (епох або тимчасових періодів Ману) і семи майбутніх, включаючи історії, пов'язані з аватарами Вішну. Дев'ять глав присвячені відомій історії про п'яту аватару Вішну, Ваманадеве, і Його відданого Махараджі Балі. Також розказана історія пахтанія океану, в якому брала участь друга аватара Вішну, в образі черепахи, Курма-аватара.
Пісня 9
У докладних деталях описана поточна епоха Ману, включаючи історію Сонячної династії, засновником якої був Ікшваку, і Місячної династії Пуруравасів. Описана тривала історія династій Панчала, Магадха, Куру, Ану, Друхьюс, Турвасу і інших - аж до династії Яду і народження Крішни у Деваки і Васудеви.
Пісня 10
Саме в Десятій пісні, яка описує ігри Крішни, Бхагавата-пурана зобов'язана своєю популярністю. Десята пісня Бхагават містить у собі численні історії про Крішну: пустотливий дитина, що краде масло; богоподібний дитина, в роті якого знаходиться весь всесвіт; хлопчик, який перемагає демонів і здатний підняти і утримувати цілу гору на одному пальці; пастушок, який є об'єктом любові всіх гопі, заради якого вони готові залишити всі свої сімейні обов'язки.
Десята пісня є найдовшою з усіх і займає майже чверть від усього Бхагават. У той час як в Махабхараті і Бхагавад-гіти Крішна виступає в ролях вчителя і дипломата, в Десятій пісні описуються Його божественні потаємні гри зі своїми відданими. Ці таємні відносини з Господом описані як вища мета людського життя.
Пісня 11
Через прокляття браміна, спровокованого Крішною, загинула вся династія Ядавів, включаючи самого Крішну і всіх його родичів. Ядави вбили один одного в п'яній бійці, а Крішна загинув від стріли з металевим наконечником, яка пронизала його стопу. Остання глава описує повернення Крішни на Вайкунтхі. Також в Одинадцятій пісні міститься так звана Уддхава-Гіта, остання розмова Крішни з Його другом Уддхава. З сьомої по дев'яту глави описані діяння і духовні усвідомлення Авадхути.
Пісня 12
Тут передбачені майбутні правителі Магадхи разом з демонічними проявами Калі-юги і подальшим руйнуванням світу (Пралайя). Головна історія закінчується зі смертю царя Парікшіта, якого прокляли бути укушеним змієм, і зміїним жертвопринесенням, яке було скоєно його сином Джанамеджаем. В кінці пісні описані десять якостей пуран, життя Марканд, суть Бхагаватам, а також стверджується, що Бхагавата-пурана, без сумніву, є найбільшою з усіх пуран.

### Втілення Вішну
Загалом «Бгаґавата-Пурана» описує ліли 25-ти аватар (втілень) Вішну. Одним з численних і різноманітних описів різних іпостасей і втілень Верховної Особи Бога є наступний:
|  | Його очі - джерело всіляких форм. Його очні яблука подібні сонцю і райським планетам. Його вуха чують звуки, що доносяться з усіх сторін світу, і вміщують у себе всі Веди, а Його слух породжує небо і всі види звуків. |

### Крішна
«Бгаґавата-Пурана» описує дитинство Крішни як ігри улюбленої дитини пастухів і ґопі Вріндавани. Маленький Крішна насолоджується всілякими іграми зі своїми друзями в лісах і на луках в околицях Вріндавани. Він бешкетує, краде йогурт і масло, роздаючи його мавпам. Крішна також розважається, відчуваючи свою силу в боях з різними демонами, що з'являються у Вріндавані з метою вбити його. Але більш за все він насолоджується тим, що краде серця закоханих у нього дівчаток-пастушок ґопі. З допомогою своєї містичної сили він поширює себе у безліч форм для того, щоб приділити достатньо уваги кожній з них, збільшити їх любов і бажання служити йому. Ця любов ґопі, що досягає свого апогею в екстазі їх розлуки з Крішною після того, як його знову кличуть обов'язки виконувати чергову героїчну місію, проголошується в «Бхаґавата-Пурані» самим чистим і високим рівнем бгакті.